# Cathédrale de l'Assomption de Pelplin
Pour les articles homonymes, voir Cathédrale de l'Assomption.
La cathédrale de l'Assomption ou basilique cathédrale de l'Assomption-de-la-Bienheureuse-Vierge-Marie (en polonais : bazylika katedralna Wniebowzięcia Najświętszej Maryi Panny) est un édifice religieux catholique de rite latin situé à Pelplin. Figurant sur la liste des monuments historiques de Pologne depuis le 15 mai 2014, elle est la cathédrale du diocèse de Pelplin. 
Elle présente une riche décoration des XVe au XVIIIe siècles, notamment un retable absidial en bois doré de 1623/1624 qui est le plus grand de Pologne (25 m - à titre de comparaison, l'autel de Veit Stoss à la basilique Sainte-Marie de Cracovie mesure 13 m de haut). En Europe, seul celui de Tolède le surpasse avec 31,9 m. Elle est aussi composée de nombreux autels latéraux, d'un ensemble de stalles, d'une chaire et d'un orgue latéral.
La cathédrale possède également un exemplaire rare (pas plus de 50 dans le monde) de la Bible de Gutenberg.

## Galerie

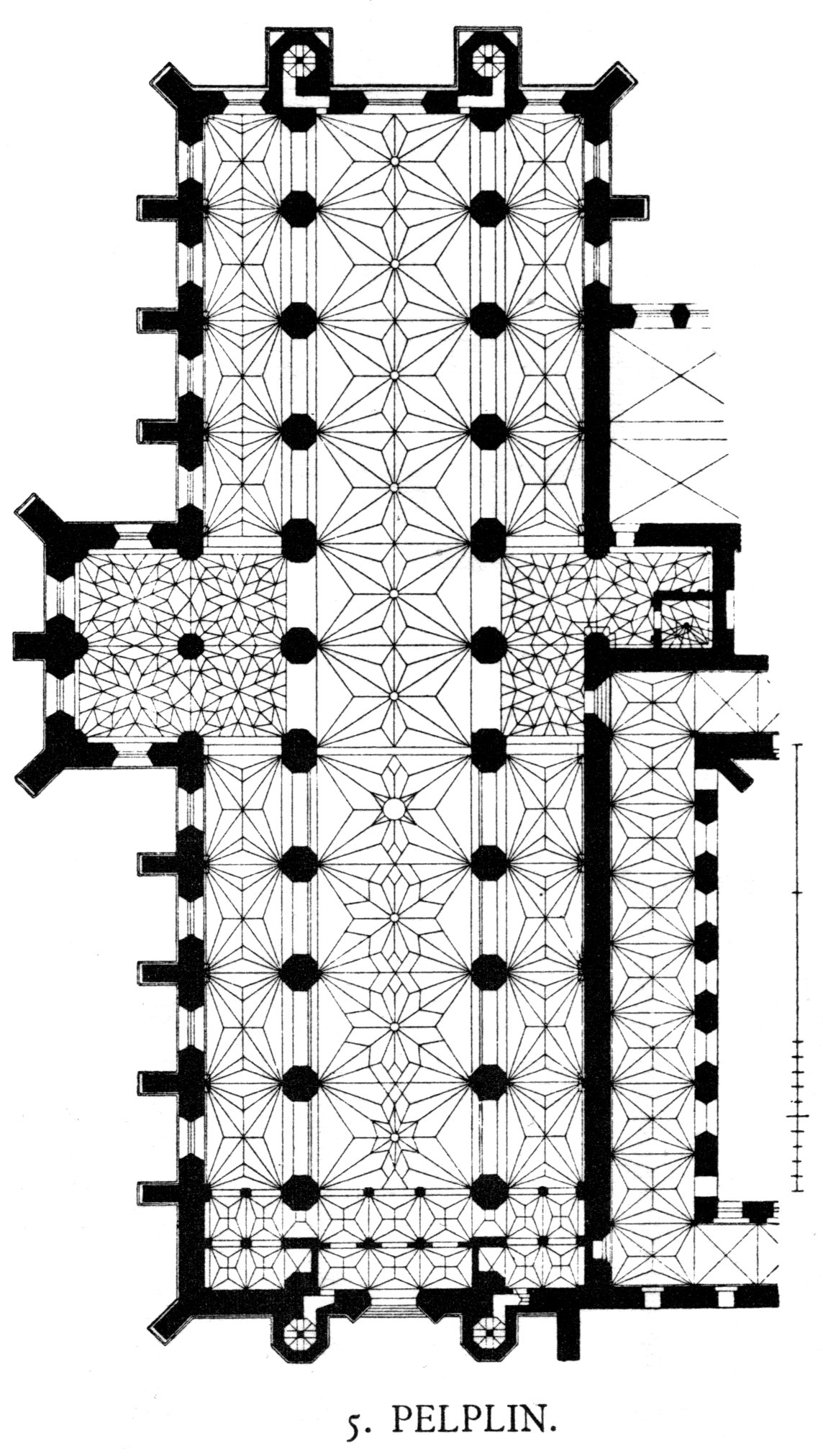
La plan de la cathédrale.
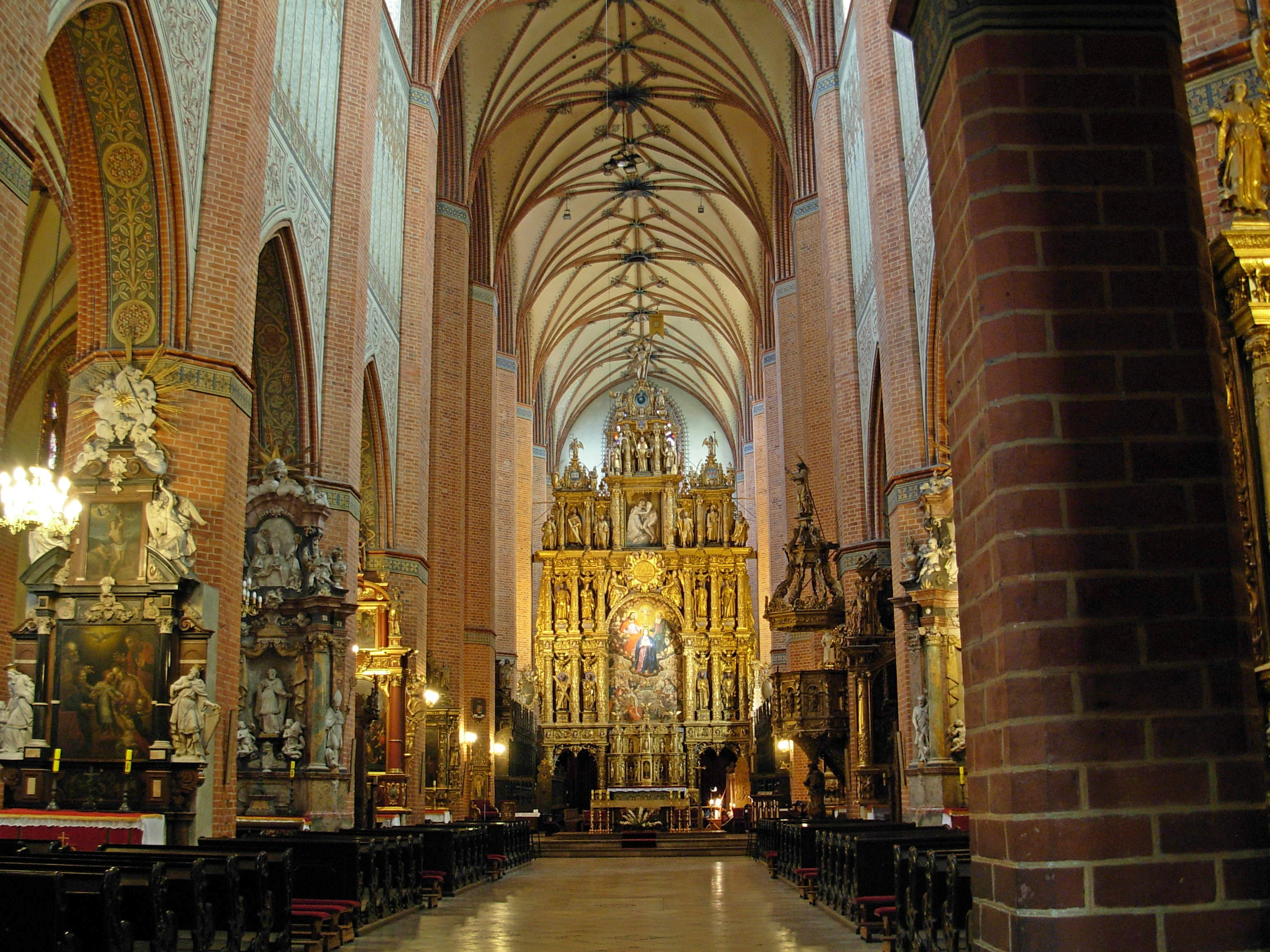
La nef centrale avec le retable du maître-autel.
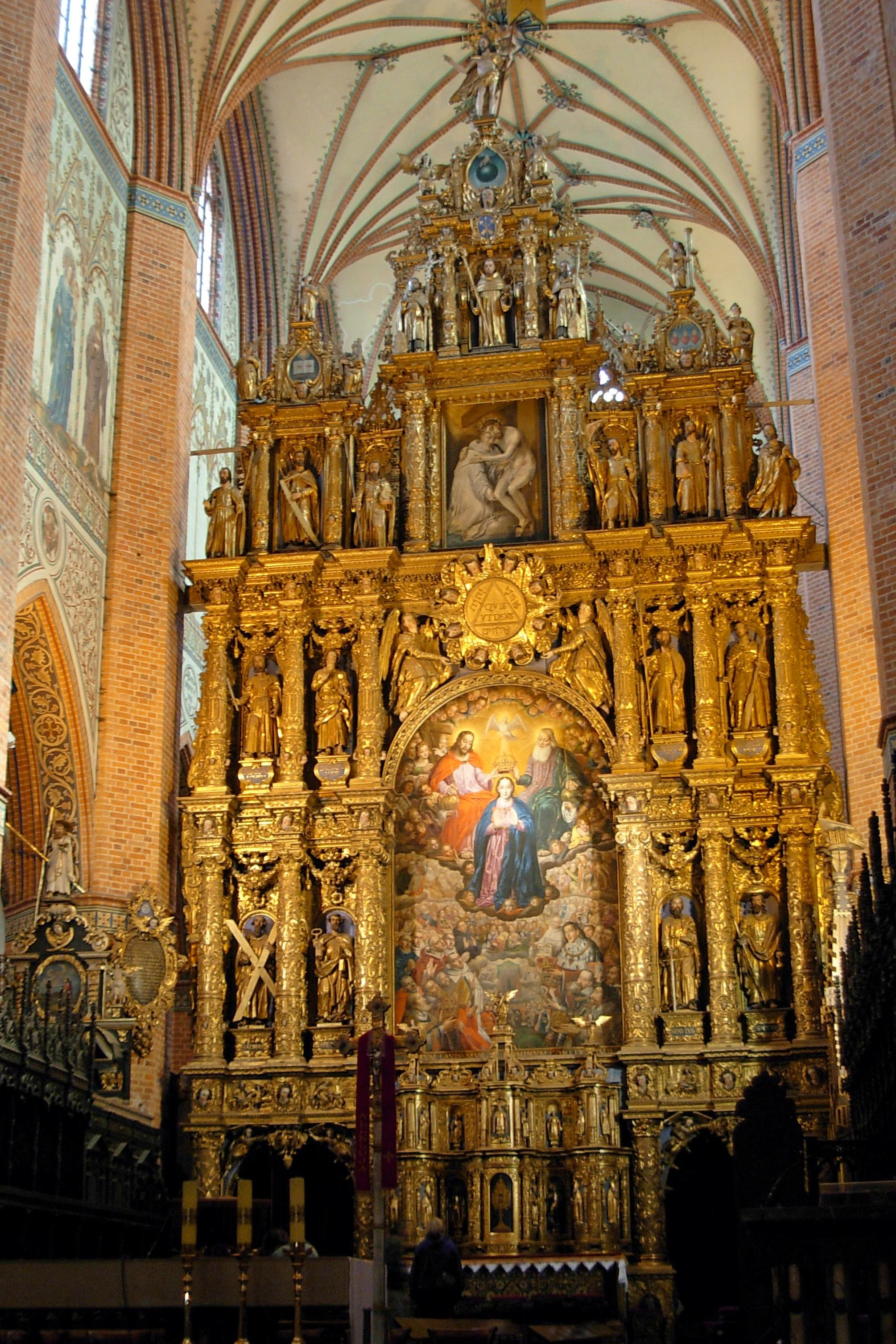
Le retable.
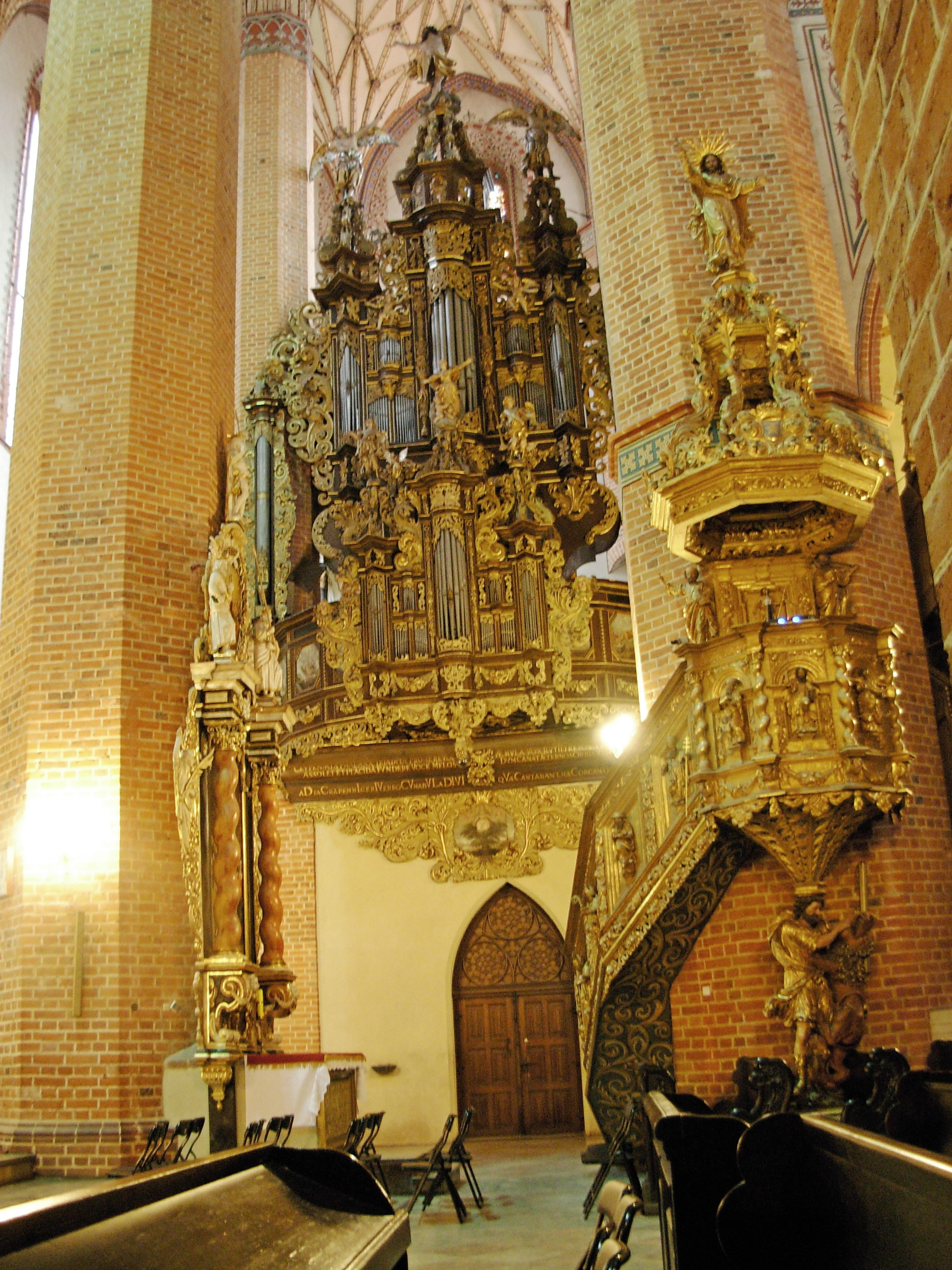
L'orgue latéral et la chaire.
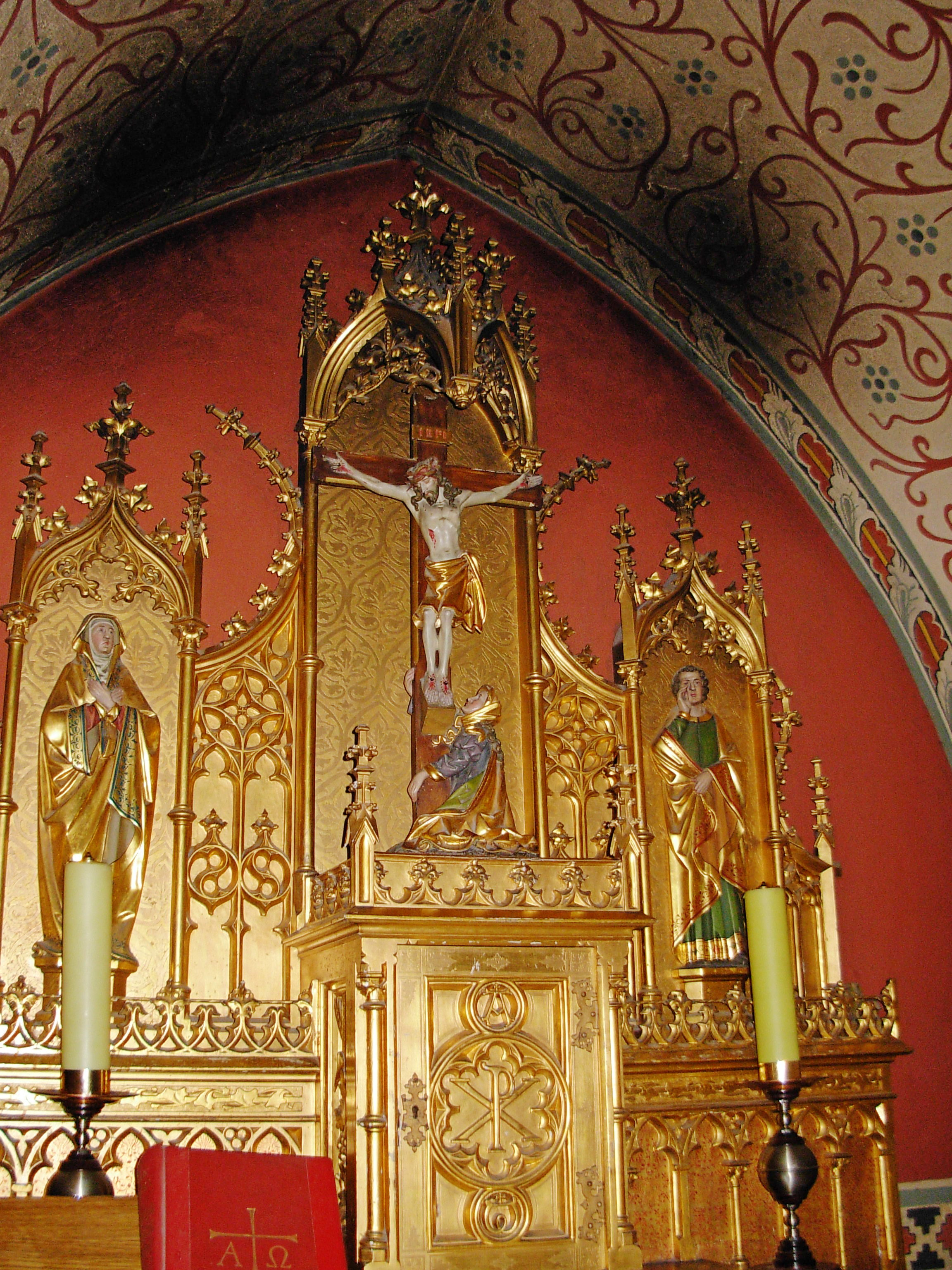
L'une des chapelles latérales.
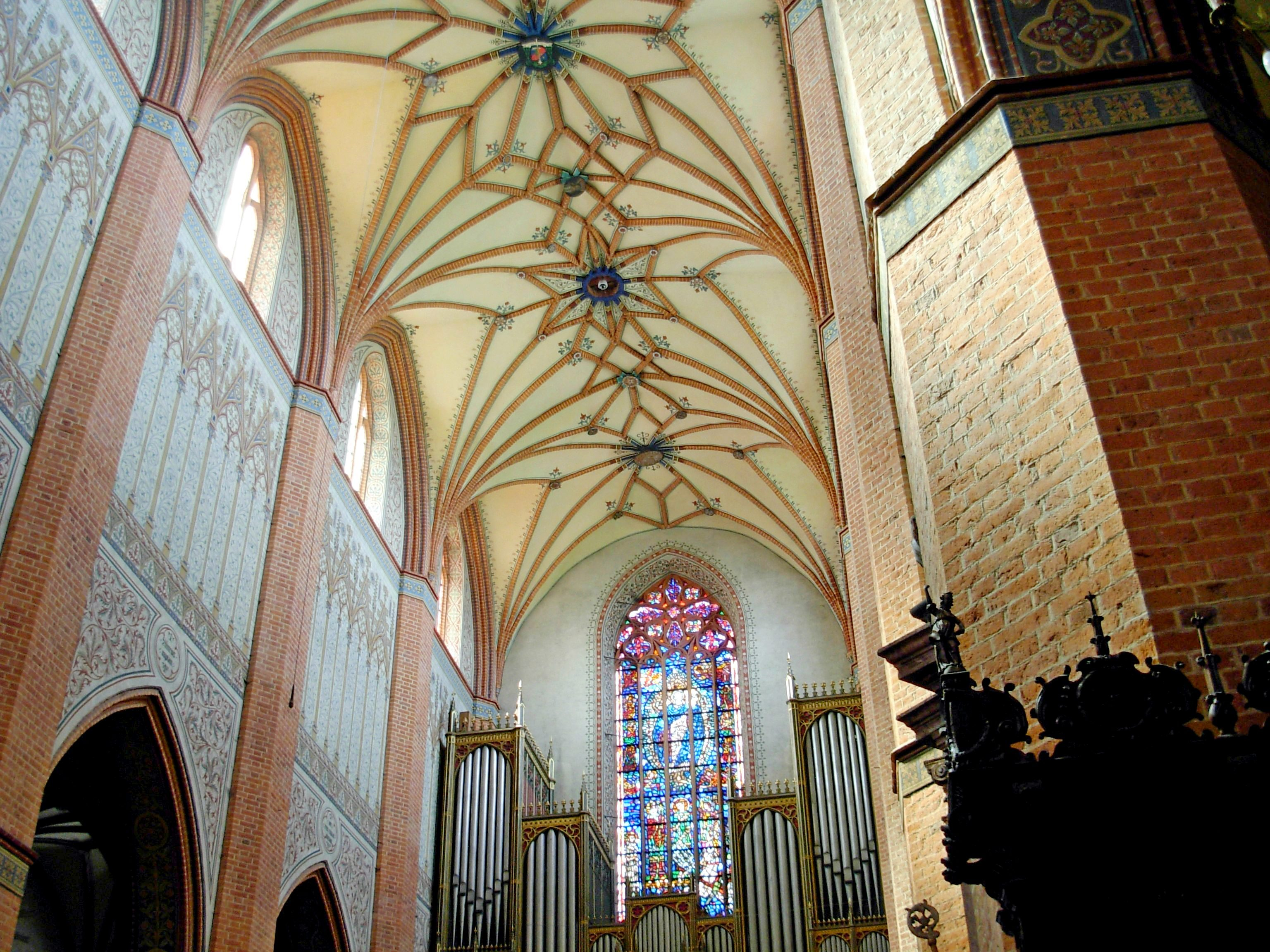
Plafond avec l'orgue de tribune.
Nervures en brique de la voûte.
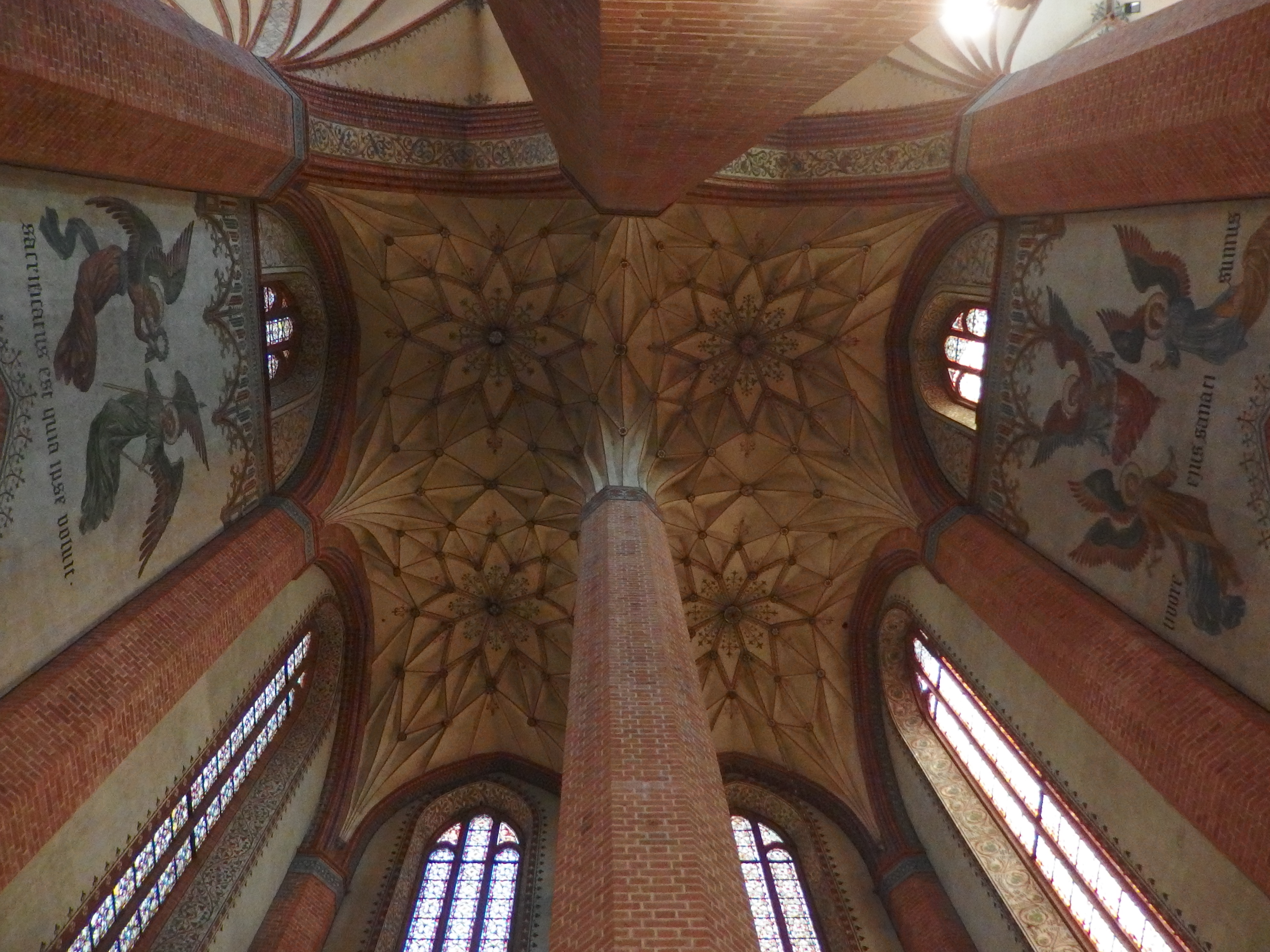
Voûte du transept.